# Anders Daun
Pour les articles homonymes, voir Daun.
Per Anders Daun (né le 20 avril 1963 à Borås) est un ancien sauteur à ski suédois.

## Palmarès

### Jeux Olympiques
| Épreuve / Édition | Calgary 1988 |
| Petit Tremplin    | 27e          |
| Grand Tremplin    | 21e          |
| Par Equipes       | 7e           |

### Championnats du monde
| Épreuve / Édition | Oslo 1982 | Seefeld 1985 | Oberstdorf 1987 |
| Petit Tremplin    | 10e       | 56e          |                 |
| Grand Tremplin    | 8e        | 56e          | 59e             |

### Coupe du monde
- Meilleur classement final: 29e en 1982.
- Meilleur résultat: 8e.